# Astragalus amarus
Astragalus amarus är en ärtväxtart som beskrevs av Pall.. Astragalus amarus ingår i släktet vedlar, och familjen ärtväxter. Inga underarter finns listade i Catalogue of Life.